# Баочжуси
ГЕС Bǎozhūsì (宝珠寺水电站) — гідроелектростанція на півдні Китаю у провінції Сичуань. Знаходячись між ГЕС Ціліньси (вище за течією) та ГЕС Цзиланьба, входить до складу каскаду на річці Байлун, правій притоці Цзялінцзян, яка, своєю чергою, є лівою притокою Цзіньші (верхня течія Янцзи).
У межах проєкту річку перекрили бетонною греблею висотою 132 метри та довжиною 524 метри. Вона утримує велике водосховище з об'ємом 2,55 млрд м3 (регульований об'єм 1,34 млрд м3), в якому припустиме коливання під час операційної діяльності між позначками 558 та 588 метрів НРМ, тоді як у випадку повені останній показник може зростати до 594,7 метра НРМ.
Пригреблевий машинний зал обладнали чотирма турбінами типу Френсіс потужністю по 175 МВт, котрі використовують напір від 69 до 103 метрів (номінальний напір 84 метри) та забезпечують виробництво 2,3 млрд кВт·год електроенергії на рік.